# Acer ningpoense
Acer ningpoense é uma espécie de árvore do gênero Acer, pertencente à família Aceraceae.